# روبرت كامينغ
روبرت كامينغ (بالإنجليزية: Robert H. Cumming)‏ هو مصور ورسام أمريكي، ولد في 7 أكتوبر 1943 في ورسستر في الولايات المتحدة.